# Aurelio Fernández Sánchez
Aurelio Fernández Sánchez (Astúries, 1897 - Puebla, Mèxic, 1974) fou un dirigent anarquista espanyol.

## Biografia
S'havia adherit al grup Los Solidarios el 1922, amb els quals se li atribueix haver participat en l'assalt del Banc d'Espanya de Gijón el setembre de 1923.
Durant la dictadura de Miguel Primo de Rivera fou empresonat el març de 1924 a Barcelona. Es fugà de la presó i s'exilià a França.
Va retornar a Espanya el 1926 i a finals d'aquell any va ser detingut i empresonat a Bilbao junt amb la seva companya María Luisa Tejedor.
Com a militant de la CNT i de la FAI, fou membre del Comitè de Milícies Antifeixistes de Catalunya com a representant de la FAI des del juliol del 1936, assumint la direcció del Departament d'Investigació d'aquest organisme. Des del principi de l'esclat revolucionari i de la guerra Fernández va donar plena llibertat d'acció a les Patrulles de Control, i també va autoritzar l'assalt al vaixell presó Urugay que va causar l'assassinat col·lectiu de diversos presoners de dretes. De fet va ser Aurelio Fernández qui va donar el vistiplau a les patrulles de control motoritzades nomenant-ne com a membres diversos lladres i criminals. De fet Joan Pons Garlandí (ERC) va denunciar l'existència d'un grup coordinat de repressió i extorsió format per Fernández, Manuel Escorza, Dionís Eroles i Eduardo Barriobero.
Quan es va substituir el CCMAC per la nova Junta de Seguretat Interior Fernández va continuar com a cap de les patrulles de control en ser nomenat secretari general del nou organisme. Enfrontat violentament al cap de la policia Andreu Rebertés (d'ERC, el qual intentava frenar les patrulles de control), a finals del novembre de 1936 ell i Eroles el van acusar inversemblantment de conspiració contra la Generalitat: el detingueren i el mataren. El substitut de Rebertés fou el militant del PSUC Eusebio Rodríguez, a qui se li encomanà també el mateix objectiu. En una reunió al despatx del conseller de Seguretat Interior Aurelio Fernández va agredir el mateix Rodríguez fins al punt que el conseller Aiguader va haver d'encanonar-lo amb una pistola per aturar-lo. Com a membre de la Junta el gener del 1937 va acudir a la Fatarella a on els pagesos es van resistir a l'expropiació col·lectivitzadora forçosa de llurs terres empesa pels anarquistes, i sota la seva observació les milícies de la FAI executaren 30 pagesos i saquejaren brutalment aquell petit poble.
Momentàniament fou conseller de Sanitat i Assistència Social de la Generalitat entre el 16 d'abril i el 5 de maig de 1937.
Els Fets de maig del 1937 permeteren a la Generalitat i a la República recuperar el control de les institucions i l'ordre públic. Fernández es va resistir ferotgement al nou delegat de seguretat a Barcelona del govern republicà espanyol Teodoro Illera (policia professional), però finalment fou empresonat. Aleshores es va iniciar una gran investigació dels assassinats i els robatoris comesos entre el juliol del 1936 i el maig del 1937: Aurelio Fernández fou processat per haver extorsionat diversos detinguts de les patrulles de control.
S'exilià a França amb Joan García Oliver i després a Mèxic, d'on ja no va tornar.